# Ефект Казимира

Ефект Казими́ра — взаємне притягання між двома металевими пластинами у вакуумі, зумовлене квантуванням нульових коливань електромагнітного поля.
Ефект Казимира передбачили у 1948 році нідерландські фізики Гендрік Казімір і Дірк Польдер. Експериментально ефект виявлено 1958 року. Однак перші вимірювання мали велику експериментальну похибку, тож точніших результатів довелося чекати до кінця 90-х років XX століття.
Сила притягання між двома паралельними металевими пластинами на одиницю площі у вакуумі за розрахунками дорівнює
{\displaystyle {F_{c} \over S}=-{\frac {d}{da}}{\frac {\langle E\rangle }{S}}=-{\frac {\hbar c\pi ^{2}}{240a^{4}}}},
де {\displaystyle F_{c}} — сила Казимира, {\displaystyle \hbar } — зведена стала Планка, {\displaystyle c} — швидкість світла у вакуумі, {\displaystyle a} — віддаль між пластинами, {\displaystyle E} — енергія нульових коливань електромагнітного поля, {\displaystyle S} — площа пластин.

## Суть ефекту
Згідно з квантовою теорією поля, фізичний вакуум не являє собою цілковиту порожнечу. У ньому постійно «народжуються» й зникають пари віртуальних частинок і античастинок — відбуваються постійні коливання, які пов'язані з цими частинками полів. Разом із тим, відбуваються коливання, які пов'язані з фотонами електромагнітного поля. У вакуумі з'являються й зникають віртуальні фотони, які відповідають усім довжинам хвиль електромагнітного спектра. Однак, у просторі, де дзеркальні поверхні близько розташовані одна від одної, ситуація дещо інша. На певних резонансних довжинах електромагнітні хвилі посилюються. На всіх інших довжинах, які є більшими, ці хвилі слабшають. Це відбувається внаслідок того, що в просторі між пластинами можуть існувати лише «стоячі» хвилі, амплітуда яких на пластинах дорівнює нулю. У результаті цього, тиск віртуальних фотонів зсередини на дві поверхні є меншим, ніж тиск на них ззовні, де поява фотонів нічим не обмежується. Чим ближче поверхні одна до одної, тим менша довжина хвиль між ними і в резонансі. Такий стан вакууму в літературі називають вакуумом Казимира. Як наслідок, зростає притягання між поверхнями.
Образно це явище можна описати як «від'ємний тиск», коли у вакуумі немає не лише звичайних частинок, але й віртуальних. Із цим явищем пов'язаний також ефект Шарнхорста.

## Величина сили Казимира
Сили притягання, яка діє на одиницю площі двох ідеальних дзеркальних поверхонь, які є паралельними та перебувають в абсолютному вакуумі, дорівнює
{\displaystyle {F_{c} \over A}={\hbar c\pi ^{2} \over 240d^{4}}},
де
{\displaystyle \hbar } — зведена стала Планка.
{\displaystyle c} — швидкість світла у вакуумі.
{\displaystyle d} — відстань між поверхнями.
Звідси випливає, що сила Казимира доволі мала. Відстань, на якій вона починає бути хоча б трохи помітною, дорівнює всього лише декільком мікрометрам. Однак, оскільки вона обернено пропорційна відстані в 4-му степені, то дуже швидко збільшується зі скороченням відстані. На відстані, яка дорівнює близько 10 нм, тиск від ефекту Казимира виявляється рівним атмосферному.
У випадку складнішої геометрії (наприклад взаємодії сфери й площини або взаємодії важчих об'єктів) числове значення й знак коефіцієнта змінюється, таким чином сила Казимира може бути як силою притягання, так і силою відштовхування.
Попри те, що у формулі для визначення сили Казимира відсутня стала тонкої структури, яка є основною характеристикою електромагнітної взаємодії, цей ефект має електромагнітне походження. При врахуванні кінцевої провідності пластин з'являється залежність від {\displaystyle \alpha }, а стандартний вираз сили з'являється в граничному випадку {\displaystyle \alpha \gg mc/4\pi \hbar nd^{4}}, де {\displaystyle n} — густина електронів у пластинці.

## Виведення ефекту Казимира, припускаючи зета-регуляризацію
У первинному розрахунку, зробленому Казимиром, він розглядав простір між парою металевих пластин, що розташовані на відстані {\displaystyle a} одна від одної. У цьому випадку стоячі хвилі особливо легко обчислити, оскільки поперечна складова електричного поля та нормальна складова магнітного поля повинні випадати на поверхні провідника. Якщо припустити, що пластини лежать паралельно площині xy, стоячі хвилі виводяться такою формулою:
{\displaystyle \psi _{n}(x,y,z;t)=e^{-i\omega _{n}t}e^{ik_{x}x+ik_{y}y}\sin(k_{n}z)}
де {\displaystyle \psi } означає електричну складову електромагнітного поля, а для стислості поляризація та магнітні компоненти тут ігноруються. Тут, {\displaystyle k_{x}} та {\displaystyle k_{y}} хвильові числа в напрямках, паралельних пластинам, і
{\displaystyle k_{n}={\frac {n\pi }{a}}}
- число хвиль, перпендикулярне пластинам. Тут n ціле число, що випливає з вимоги, яка пропадає на металевих пластинах. Частота цієї хвилі становить
{\displaystyle \omega _{n}=c{\sqrt {{k_{x}}^{2}+{k_{y}}^{2}+{\frac {n^{2}\pi ^{2}}{a^{2}}}}}}
де c — швидкість світла. Енергія вакууму — це сума за всіма можливими режимами збудження. Оскільки площа пластин велика, ми можемо підсумувати, інтегруючи понад два виміри в k-простір. Припущення про періодичні граничні умови дає наступну умову:
{\displaystyle \langle E\rangle ={\frac {\hbar }{2}}\cdot 2\int {\frac {Adk_{x}dk_{y}}{(2\pi )^{2}}}\sum _{n=1}^{\infty }\omega _{n}}
де A — площа металевих пластин, а для двох можливих поляризацій хвилі вводиться коефіцієнт 2. Цей вираз явно нескінченний, і щоб приступити до обчислення, було б зручно ввести регулятор (докладніше розглянуто нижче). Регулятор буде служити для того, щоб вираз став скінченним, і врешті-решт зміг бути видаленим. Зета-регульована версія енергії на одиницю площі пластини розглянута нижче:
{\displaystyle {\frac {\langle E(s)\rangle }{A}}=\hbar \int {\frac {dk_{x}dk_{y}}{(2\pi )^{2}}}\sum _{n=1}^{\infty }\omega _{n}\vert \omega _{n}\vert ^{-s}.}
Зрештою, слід встановити обмеження {\displaystyle s\to 0} до нуля. Тут s — просто комплексне число, яке не можна плутати з формою, обговореною раніше. Ця інтегральна сума є скінченою для дійсних s, більших за 3. Сума має полюс при s = 3, але може бути аналітично продовжена до s = 0, де вираз скінченний. Нижченаведений вираз спрощує:
{\displaystyle {\frac {\langle E(s)\rangle }{A}}={\frac {\hbar c^{1-s}}{4\pi ^{2}}}\sum _{n}\int _{0}^{\infty }2\pi qdq\left\vert q^{2}+{\frac {\pi ^{2}n^{2}}{a^{2}}}\right\vert ^{(1-s)/2},}
де полярні координати {\displaystyle q^{2}=k_{x}^{2}+k_{y}^{2}} були введені, щоб перетворити подвійний інтеграл в єдиний інтеграл. Таким чином {\displaystyle q} спереду — Якобійське, і {\displaystyle 2\pi }походить від кутової інтеграції. Інтеграл спрощується, якщо Re[s] > 3, в результаті чого маємо:
{\displaystyle {\frac {\langle E(s)\rangle }{A}}=-{\frac {\hbar c^{1-s}\pi ^{2-s}}{2a^{3-s}}}{\frac {1}{3-s}}\sum _{n}\vert n\vert ^{3-s}=-{\frac {\hbar c^{1-s}\pi ^{2-s}}{2a^{3-s}}}\sum _{n}{\frac {1}{\left|n\right|^{s-3}}}.}
Сума розходиться коли s прямує до нуля, але якщо демпферування великочастотних збуджень, що відповідають аналітичному продовженню зета — функції Рімана, s=0 вважається (враховуючи фізичний зміст):
{\displaystyle {\frac {\langle E\rangle }{A}}=\lim _{s\to 0}{\frac {\langle E(s)\rangle }{A}}=-{\frac {\hbar c\pi ^{2}}{6a^{3}}}\zeta (-3).}
Але потрібно врахувати, що
{\displaystyle \zeta (-3)={\frac {1}{120}}}Тому виходить такий вираз

{\displaystyle {\frac {\langle E\rangle }{A}}={\frac {-\hbar c\pi ^{2}}{720a^{3}}}.}

Аналітичне продовження, очевидно, втратило позитивну нескінченність, при цьому точно враховуючи нульову точку енергії (яка не включена вище) поза прорізом між пластинами, але яка змінюється при русі пластини в закритій системі. Сила Казимира на одиницю площі {\displaystyle F_{c}/A} для добре ідеалізованих провідних пластин з вакуумом між ними становить
{\displaystyle {F_{c} \over A}=-{\frac {d}{da}}{\frac {\langle E\rangle }{A}}=-{\frac {\hbar c\pi ^{2}}{240a^{4}}}}
де
{\displaystyle \hbar } — зведена стала Планка.
{\displaystyle c} — швидкість світла у вакуумі.
{\displaystyle d} — відстань між поверхнями.
Сила негативна, тобто, пластини притягуються: при пересуванні  пластин ближче одна до одної енергія зменшується. Наявність {\displaystyle \hbar } свідчить про те, що сила Казимира на одиницю площі {\displaystyle F_{c}/A} дуже мала, і, крім того, сила, по суті, має квантово-механічне походження.

## Історія відкриття
Хендрик Казимир працював у Philips Research Laboratories в Нідерландах, вивчав колоїдні розчини — в'язких речовин, які містять  частинки мікронних розмірів. Один із його колег, Тео Овербек (Theo Overbeek), виявив, що поведінка колоїдних розчинів не зовсім узгоджується з наявною теорією, і попросив Хендрика Казимира дослідити цю проблему. Потім Казимир дійшов до висновку, що відхилення від очікуваної теорією поведінки може бути доведено, якщо враховувати вплив флуктуацій вакууму на міжмолекулярні взаємодії. Це й підштовхнуло його до питання, як можуть вплинути флуктуації вакууму на дві паралельні дзеркальні поверхні. Згодом, це привело до знаменитого припущення про існування сили тяжіння між паралельними (дзеркальними) поверхнями.

## Експериментальне виявлення ефекту
Коли у 1948 році Хендрик Казимир зробив своє припущення, перевірити ефект на практиці було дуже важким завданням через відсутність наявних на той час технологій та слабкість самого ефекту. Один з перших експериментів провів в 1958 році Маркус Спаарней (Marcus Spaarnay) в лабораторії Philips в Ейндговені. Спаарней дійшов до висновку, що його результати «не суперечать теоретичним припущенням Казимира». У 1997 році почалась серія точніших експериментів, в яких було встановлено, що результати експериментів відповідають теоретичним розрахункам із точністю більш як 99 %.
У 2011 році група вчених з Технічного університету Чалмерса підтвердили динамічний ефект Казимира. В експерименті, за допомогою пристрою під назвою «SQUID», вчені отримали подобу дзеркала, яке під впливом магнітного поля коливалося зі швидкістю 5 % від швидкості світла. Цього виявилось достатньо для того, щоб побачити динамічний ефект Казимира: SQUID випромінював потік мікрохвильових фотонів, до того ж їхня частота була рівна половині частоти коливання «дзеркала». Саме такий результат передбачала квантова теорія.
У 2012 році група вчених із Флоридського університету сконструювала першу мікросхему для виміру сили Казимира між електродом і кремнієвою пластиною товщиною 1,42 нм при кімнатній температурі. Пристрій працює в автоматичному режимі і має вмонтований привід, який регулює відстань між пластинами від 1,92 нм до 260 нм, зберігаючи паралельність. Результати вимірів досить точно збігаються з теоретичними значеннями. Цей експеримент показує, що на такій відстані сила Казимира може бути основною силою взаємодії між пластинами.
В 2015 році вдалося експериментально виявити й виміряти крутний момент Казимира.

## Сучасні дослідження ефекту Казимира
- ефект Казимира для діелектриків
- ефект Казимира при абсолютному нулю
- зв'язок ефекту Казимира та інших ефектів або розділів фізики (зв'язок з геометричною оптикою, декогеренцією, фізикою полімерів)
- динамічний ефект Казимира
- Врахування ефекту Казимира при розробці високочутливих МЕМС — пристроїв.

## Практичне використання
Виконуються спроби практичного використання ефекту Казимира у двигуні на основі плазми фізичного вакууму.